# Шаяхметов Рахімжан Омарович
Рахімжан Омарович Шаяхметов (7 листопада 1916, аул Саритерек Семипалатинської області, тепер Актогайського району Карагандинської області, Казахстан — 31 січня 1998, Казахстан) — радянський казахський діяч, голова Східно-Казахстанського і Цілиноградського облвиконкомів, голова Західно-Казахстанського крайвиконкому. Депутат Верховної ради Казахської РСР 6—8-го скликань.

## Життєпис
Народився в селянській родині. Походив із підроду сарим роду каракесек казахського племені аргин.
У 1939 році закінчив Алма-Атинський зооветеринарний інститут, зоотехнік.
У 1939—1942 роках — зоотехнік Павлодарського тресту радгоспів; директор Павлодарської міжколгоспної школи; заступник директора Павлодарського тресту радгоспів.
Член ВКП(б) з 1940 року.
У 1942—1947 роках — заступник завідувача сільськогосподарського відділу Павлодарського обласного комітету КП(б) Казахстану, заступник завідувача і завідувач радгоспного відділу Павлодарського обласного комітету КП(б) Казахстану; заступник завідувача відділу тваринництва Павлодарського обласного комітету КП(б) Казахстану.
У 1947—1948 роках — заступник секретаря Кзил-Ординського обласного комітету КП(б) Казахстану — завідувач відділу тваринництва Кзил-Ординського обласного комітету КП(б) Казахстану.
У 1948 році — заступник завідувача сільськогосподарського відділу Кзил-Ординського обласного комітету КП(б) Казахстану.
У 1948—1951 роках — заступник голови виконавчого комітету Кзил-Ординської обласної ради депутатів трудящих.
У 1951—1955 роках — заступник голови виконавчого комітету Акмолінської обласної ради депутатів трудящих.
У 1955 — серпні 1960 року — секретар Акмолінського обласного комітету КП Казахстану.
1 серпня 1960 — червень 1962 року — голова виконавчого комітету Східно-Казахстанської обласної ради депутатів трудящих.
У травні 1962 — 1963 року — 2-й секретар Західно-Казахстанського крайового комітету КП Казахстану.
У 1963 — грудні 1964 року — голова виконавчого комітету Західно-Казахстанської крайової ради депутатів трудящих.
У грудні 1964 — листопаді 1965 року — 2-й секретар Актюбінського обласного комітету КП Казахстану.
У листопаді 1965 — 1971 року — голова виконавчого комітету Цілиноградської обласної ради депутатів трудящих.
У 1971—1976 роках — заступник міністра м'ясної та молочної промисловості Казахської РСР.
З 1976 року — персональний пенсіонер у Алма-Аті. Помер 31 січня 1998 року.

## Нагороди
- орден Жовтневої Революції
- два ордени Трудового Червоного Прапора
- орден Дружби народів
- медалі